# روبینو رومئو سالمونی
روبینو رومئو سالمونی (به ایتالیایی: Rubino Romeo Salmonì) (۲۲ ژانویه ۱۹۲۰ – ۱۰ ژوئیه ۲۰۱۱) نویسنده‌ای ایتالیایی بود که با کتابش در پایان، من هیتلر را شکست دادم، که بر اساس تجربیاتش به عنوان بازمانده آشویتس ۲–بیرکناو در طول هولوکاست، نوشته بود، شناخته شد.

## زندگی‌نامه
سالمونی یک یهودی ایتالیایی بود که در سال ۱۹۲۰ در رم به دنیا آمد. در اکتبر ۱۹۴۳ او جز اولین دستگیری دسته جمعی یهودیان در گتوی روم بود که موفق به فرار گردید، اما در آوریل ۱۹۴۴ توسط پلیس ایتالیا دستگیر شد، و مدتی در رم زندانی بود، سپس به اردوگاهی در فوسلی و بعد از آن در ۲۴ سالگی به آشویتس منتقل شد. در آشویتس شماره شناسایی او A15810 بود و به کار اجباری با گرسنگی و سرما فرستاده شد. سالمونی و دیگر زندانیان در اردوگاه آشویتس توسط نیروهای متفقین در سال ۱۹۴۵ آزاد شدند. او وقتی به پیش خانواده‌اش برگشت، متوجه شد که دو برادرش کشته شده‌اند.

## درگذشت
سالمونی در ۱۰ ژوئیه ۲۰۱۱ در رم درگذشت. شهردار رم، جیانی آلمانو، او را مردی بزرگ خواند که با شجاعت و اراده‌اش توانست خود را از جهنم آشویتس-بیرکناو نجات دهد. شورای مرکزی یهودیان در آلمان مرگ سالمونی را "ضایعه‌ای بزرگ" خواند. جورجو ناپولیتانو، رئیس‌جمهور ایتالیا، و رناتا پولورینی، رئیس باشگاه لاتزیو، نیز مراتب تاسف خود را از این خبر ابراز کردند.